# Solenobia petrella
Solenobia petrella är en fjärilsart som beskrevs av Achille Guenée 1846. Solenobia petrella ingår i släktet Solenobia och familjen säckspinnare. Inga underarter finns listade i Catalogue of Life.